# New World (canción)
«New World» fue la canción escogida para el programa de béisbol de la Nihon TV LIVE 2005 (enlace roto disponible en Internet Archive; véase el historial, la primera versión y la última).. La cara b del sencillo es la canción Kasou (Entierro de la flor), previamente incluida en su álbum ray, versionada por P'UNK~EN~CIEL. La segunda parte de su título (Heisei jyunana nen) significa "año 17 del periodo Heisei", es decir, el año 2005.

El sencillo llegó al #1 del Oricon vendiendo alrededor de 183 181 unidades.[cita requerida]
| #  | Título                                        | Compuesta por:                          |
| -- | --------------------------------------------- | --------------------------------------- |
| 1. | New World                                     | yukihiro (letra) yukihiro/hyde (música) |
| 2. | Kasou Heisei 17 Nen                           | hyde (letra) ken (música)               |
| 3. | New World (hydeless version)                  | yukihiro/hyde (música)                  |
| 4. | Kasou Heisei 17 Nen (TETSU P'UNKless version) | hyde (letra) ken (música)               |